# Барлибай
Барлиба́й (каз. Барлыбай) — село у складі Актогайського району Павлодарської області Казахстану. Входить до складу Акжольського сільського округу.
Населення — 231 особа (2021; 299 у 2009, 487 у 1999, 796 у 1989).
Національний склад станом на 1989 рік:
- казахи — 58 %.